# Bluff 1980
Bluff 1980 è il titolo di un album discografico di Ignazio Scassillo, pubblicato nel 2018. Il disco è solo strumentale e racconta, tramite il tocco, la sensibilità e l'arrangiamento di Scassillo, la felicità che il compositore ha provato durante gli anni '80.

## Tracce
1. Intro
2. Joie de l'air
3. 1980
4. Venezia
5. Viaggio
6. Oncino
7. I racconti di Nuet
8. Lory
9. Damasco
10. Bluff
11. Anna
12. Joie de l'air (solo piano)
13. I gerani di mio padre